# Send in the Clowns
"Send in the Clowns" (numa tradução livre, Que Entrem os Palhaços) é uma canção de Stephen Sondheim, composta para o musical A Little Night Music de 1973. É uma balada lenta e tristonha, na qual a personagem Desiree reflete sobre as ironias e desapontamentos de sua vida.
Das mais de 800 canções compostas por Stephen Sondheim, esta tornou-se um verdadeiro megahit. Ganhou popularidade com as gravações de Frank Sinatra, Kenny Rogers, Judy Collins (cuja versão, em meados dos anos 1970 pontuou duas vezes na parada de sucessos de singles dos Estados Unidos, atingindo a posição 19 e sendo chamada de "Canção do Ano" no Grammy Award de 1976), e pelo emocionado Lou Rawls. Sondheim acrescentou um verso para uma gravação que Barbra Streisand fez da canção em 1985 (apresentada no The Broadway Album, entrou para os 25 maiores hits Adultos Contemporâneos em 1986). O cantor brasileiro Renato Russo também gravou a canção, no idioma original, para o seu álbum The Stonewall Celebration Concert, de 1994.
A canção foi escrita para a atriz Glynis Johns, que possuía uma voz sussurrante e uma tessitura limitada — Sondheim escreveu a canção com frases curtas e uma escala vocal pequena (cerca de uma oitava). A canção é considerada um jazz standard, interpretada por Count Basie, Sarah Vaughan e a Stan Kenton Orchestra, entre outros.
O título refere-se a uma suposta frase do jargão circense e do teatro vaudeville, usada quando acontecia algum evento inesperado durante a apresentação (normalmente, desastres como a queda de um acrobata ou um número excepcionalmente mal-apresentado). Para distrair a atenção do público, enquanto o problema era resolvido, os palhaços entravam em cena. A mesma "diversão" (literalmente falando) ainda é usada hoje em dia pelos palhaços de rodeio, quando o vaqueiro leva uma queda e a montaria precisa ser distraída enquanto ele se põe a salvo.
Em 2019 a canção foi incluída no filme Coringa.

## Letra
Isn't it rich, aren't we a pair
Me here at last on the ground - and you in mid-air
Send in the clowns

Isn't it bliss, don't you approve
One who keeps tearing around - and one who can't move
But where are the clowns - send in the clowns

Just when I stopped opening doors
Finally finding the one that I wanted - was yours
Making my entrance again with my usual flair
Sure of my lines - nobody there

Don't you love a farce; my fault I fear
I thought that you'd want what I want - sorry my dear
But where are the clowns - send in the clowns
Don't bother they're here

Isn't it rich, isn't it queer
Losing my timing this late in my career
But where are the clowns - send in the clowns
Well maybe next year